# Walter Helfenbein
Walter Helfenbein, né le 8 février 1893 à Dresde et mort le 9 mars 1984 à Pappritz (banlieue de Dresde), est un aquarelliste, dessinateur et graveur allemand.

## Biographie
Issu de la Hochschule für Bildende Künste (HfBK) de Dresde, Walter Helfenbein est surtout réputé pour sa grande production dans les années 1920-30 d'ex-libris et de pointe-sèches de petit format, parfois d'un érotisme poussé.
Il collabora au magazine naturiste Die Schönheit, lequel fut interdit par les nazis en 1936.
Helfenbein produisit également de nombreuses illustrations animalières et collabora à des ouvrages pour enfants comme l'édition de 1937 du roman de Karl May, Waldröschen pour lequel il composa 137 aquarelles, mais son activité semble s'être ralentie après 1940.